# هیگوچی کی‌ایچیرو
هیگوچی کی‌ایچیرو ((به ژاپنی: 樋口 季一郎, Higuchi Kiichirō)؛ ۲۰ اوت ۱۸۸۸ – ۱۱ اکتبر ۱۹۷۰) سپهبد نیروی زمینی امپراتوری ژاپن در طی جنگ جهانی دوم بود.